# Вендюрское
Вендюрское (Вендгорское, Вендюра) — пресноводное озеро на территории Петровского сельского поселения Кондопожского района Республики Карелии.

## Общие сведения
Площадь озера — 10,1 км², площадь водосборного бассейна — 79,8 км², располагается на высоте 143 метров над уровнем моря.
Котловина ледникового происхождения.
Форма озера лопастная, продолговатая: оно более чем на шесть километров вытянуто с ЗЮЗ на ВСВ. Берега изрезанные, каменисто-песчаные, местами заболоченные. Общая площадь островов 0,12 км².
Из залива на северо-западной стороне озера вытекает река Кулапдеги, впадающая в Сяпчозеро, из которого берёт начало река Сяпча, впадающая в озеро Торос. Из последнего вытекает протока Салми, впадающая в озеро Мярандуксу, откуда вытекает река Нурмис, впадающая в Линдозеро, через которое протекает река Суна.
С севера в Вендюрское впадает протока без названия, вытекающая из Риндозера, в которое, в свою очередь, впадают две протоки, вытекающие из озёр, соответственно, Урос и Тилкуслампи.
Средняя амплитуда колебаний уровня составляет 1,62 м.
Рыба: ряпушка, щука, плотва, окунь, лещ, налим, ёрш.
К югу от озера проходит дорога местного значения 86К-85 («Спасская Губа — Вохтозеро»).
Населённые пункты вблизи водоёма отсутствуют.
Код объекта в государственном водном реестре — 01040100211102000018040.